# Гвоздики перетинчасті
Гвоздики перетинчасті, гвоздика перетинчаста (Dianthus membranaceus) — вид рослин з родини гвоздикових (Caryophyllaceae); поширений у Болгарії, Румунії, Молдові, Україні, Росії.

## Опис
Багаторічна рослина 20–75 см. Стебла внизу шорсткі, круглі, вгорі голі, 4-гранні. Піхви листків у 1.5–2 рази перевищують їх ширину. Листки лінійно-ланцетні. Приквіткові листки шкірясті, приквіткові луски з широкими біло-плівчастими краями. Чашечки вгорі звужені, 15–18 мм завдовжки. Пластинки пелюсток пурпурові, бородаті, 7–10 мм завдовжки.

## Поширення
Поширений у Болгарії, Румунії, Молдові, Україні, Росії.
В Україні вид зростає у степах, на узліссях лісів, серед чагарників — у Прикарпатті (ок. Чернівців, Сторожинецький та Глибоцький р-ни), Правобережного Лісостепу і Степу, розсіяно.